# La via del rhum
La via del rhum (Boulevard du rhum) è un film del 1971 diretto da Robert Enrico.
La pellicola ha per protagonisti Brigitte Bardot e Lino Ventura.

## Trama
Nel 1925, durante il periodo del Proibizionismo negli Stati Uniti, il capitano Cornelius van Zeelinga trasporta dei carichi di rum lungo la cosiddetta "Rum Row", la linea di tre miglia al largo delle coste americane, dove i contrabbandieri attendono l’arrivo di piccole imbarcazioni per il rifornimento. La sua nave viene, però, intercettata e affondata dalla guardia costiera statunitense. Sopravvissuto, Cornelius si rifugia in Messico, dove trova rifugio in una "fonda" (un'osteria), dove accetta, in cambio di una cospicua somma, di fare da bersaglio in un pericoloso gioco: in un fienile buio, una dozzina di tiratori ubriachi pagano per poter sparare un colpo di revolver ciascuno contro di lui. Cornelius "gioca" più volte e, nonostante a volte rimanga ferito, riesce ad accumulare una notevole fortuna e ritorna in Giamaica, dove assume il comando di una nuova nave, Lì, Sanderson, un contrabbandiere, gli affida un nuovo carico di rum ma Cornelius, durante una sosta in un cinema, rimane affascinato dalla visione di un film muto con protagonista Linda Larue. Colpito dal suo charme, decide di abbandonare il contrabbando per dedicarsi completamente alla ricerca della donna. Dopo aver viaggiato tra i porti del Golfo del Messico, la sua ricerca lo porta finalmente a un incontro fortuito con Linda su una spiaggia deserta. L'incontro tra Cornelius e Linda segnerà un punto di svolta nella sua vita.

## Critica
Il Mereghetti. Dizionario dei film (1993): 
«Melodramma avventuroso che fa acqua da tutte le parti»